# Fluorocarbură

Tetrafluorometanul este cea mai simplă perfluorocarbură

Fluorocarburile (FCS) denumite uneori perfluorocarburi  (PFC), sunt compuși halogenați derivați din hidrocarburi în care atomii de hidrogen au fost înlocuiți cu atomi de carbon sau fluor. Fluorocarburile care conțin clor sunt numite clorofluorocarburi (CFC). Fluorocarburile sunt considerate solvenți excelenți pentru oxigen
FCS sunt emise ca produse secundare (gaze de seră) rezultate din procese industriale. Exemple de fluorocarburi sunt freonul și teflonul. 

## Utilizări
Fluorocarburile și derivații lor sunt utilizați în industrie ca fluoropolimeri, în aplicații de curățare în domeniul electronic,  industria farmaceutică și cosmetică pentru extracția unor produse naturale, agenți frigorifici, solvenți, anestezice.